# 相州戦神館學園 万仙陣
『相州戦神館學園 万仙陣』（そうしゅうせんしんかんがくえん ばんせんじん）は、日本のアダルトゲームブランドであるlightにより開発された18歳未満購入禁止のパソコン用ゲームソフトである。「萌えゲーアワード2015」『グラフィック賞』金賞受賞。キャッチコピーはは『盧生、死すべし--』。

## 登場人物

### 主要人物
石神 静乃（いしがみ しずの）
声：笹木きらら
メインヒロインで千信館学園の2年生。
広島の山奥からやって来た転校生で、父親が聖十郎の友人である縁から柊家に下宿することになる。
八犬士における仁義八行の徳は「孝」。
緋衣 南天（ひごろも なんてん）
声：橘桜
千信館学園の1年生。
入学以来、一度も登校していない謎の少女だが信明とは面識がある模様。
世良 信明（せら のぶあき）
声：月黒斗夜
水希の弟で千信館学園の1年生。四四八達とは幼馴染の関係。
幼少期から病弱で今も健康面に一抹の不安を抱えるが、四四八を目標に精進する日々を送っている。

### 『前作』からの登場人物
柊 四四八（ひいらぎ よしや）
声：土門熱
前作の主人公、千信館学園の2年生。
文武両道を体現したかのごとき秀才で、己にも他人にも厳しい性格だがそれは面倒見の良さの裏返しであり、クラスでは委員長を務めている。曰く武士と称され、非合理や不真面目を嫌う。愛読書は『南総里見八犬伝』。
世良 水希（せら みずき）
声：水崎来夢
前作のメインヒロイン。千信館学園の2年生だが、2年休学していたため、四四八らより2歳年上。
真奈瀬 晶（まなせ あきら）
声：磯貝まこと
前作のヒロインの一人。千信館学園の2年生。四四八とは幼馴染の関係。実家は蕎麦屋を経営している。
龍辺 歩美（たつのべ あゆみ）
声：結城友紀
前作のヒロインの一人。千信館学園の2年生。四四八とは幼馴染の関係。
我堂 鈴子（がどう りんこ）
声：北見六花
前作のヒロインの一人。千信館学園の2年生。敦士とは幼馴染の関係。四四八の自称「ライバル」。周囲の人間を「庶民」と言ってはばからない嬢様。
大杉 栄光（おおすぎ はるみつ）
声：マーガリン天狗
千信館学園の2年生。四四八とは幼馴染の関係。
鳴滝 敦士（なるたき あつし）
声：秋山樹
千信館学園の2年生。しかしほとんど学校に来ず、成績日数はギリギリだが、卒業できる程度には器用にこなす。
野澤 祥子（のざわ しょうこ）
声：鈴藤ここあ
四四八たちの隣のクラスに在籍する同級生で、文芸部所属。すでに幾つかの賞を獲得した知る人ぞ知る女子校生作家だが、本人はいたって砕けた、のっちゃんの愛称で親しまれる普通の女の子である。最近は部長の長瀬健太郎が隙あらば怪しげな同人誌を作ろうとするので、それを止めるための苦労が耐えないとかなんとか。
辰宮 百合香（たつみや ゆりか）
声：七瀬みき
「貴族院辰宮」の令嬢にして戦真館学園の創設者辰宮麗一郎の孫娘であり、日露戦争時に焼失してしまった戦真館を二代目戦真館（現在の千信館の前身）として再建した人物。
柊 聖十郎（ひいらぎ せいじゅうろう）
声：壬生中将
「逆十字」とよばれる勢力の首魁で、四四八の父にあたる。文化人類学者でフィールドワークに出たまま行方不明となっていた。
柊 恵理子（ひいらぎ えりこ）
声：松田理沙
四四八の母で、女手一つで育て上げた。容姿は四四八と同年齢かそれ以下に見られ、妹とも間違えられてしまう。
真奈瀬 剛蔵（まなせ ごうぞう）
声：小山剛志
晶の父。蕎麦屋を経営している。以前、妻に浮気されてしまい、以来男手一つで育て上げた。身の丈2mいくかという巨漢で、その体格から想像できるほどに豪快な性格の持ち主。しかし「ハゲ」という言葉に弱く、すぐに泣いてしまう。四四八の父である聖十郎とは同級生にして友人で、失踪した現在でも気にかけている。恵理子に片思いしているが、その思いはいつも空回りしてしまう。
芦角 英恵（あしずみ はなえ）
声：奏雨
千信館学園の教師で、四四八らの担任を務める。かなりずぼらな性格で、その影響か彼氏いない歴=年齢という悲しい経歴。それに対する八つ当たりか、こと不純異性交遊に関しては非常に厳しい。
幽雫 宗冬（くらな むねふゆ）
声：古河徹人
辰宮家に仕える執事で、戦真館学園第一期生首席。

### その他の登場人物
石神 静摩（いしがみ しずま）
CV：壱封堂
静乃の実父で当代の神祇省首領。聖十郎とは友人同士でとある目的のため、静乃を鎌倉に送り込んだ。
緋衣 征志郎（ひごろも せいしろう）
CV：壬生中将
昭和初期の満州にて柊四四八と暗闘していたと言われる謎の人物。
クリームヒルト・ヘルヘイム・レーベンシュタイン
CV：神代岬
甘粕正彦、柊四四八に次ぐ三人目の盧生。「死神」の異名を持つ最悪の盧生で、柊四四八と対立していたと伝えられている。
黄 錦龍（ふぁん じんろん）
CV：梅咲チャーリー
柊四四八と対立していた四人目の盧生。「仙王」と呼ばれている。
長瀬 健太郎（ながせ けんたろう）
CV：篠崎双葉
千信館学園の生徒で、四四八とはクラスの違う同級生。
アニメオタクながら成績優秀で常に学年2位という成績を維持している通称”草食王子”。

## 主題歌
- OPテーマ『憧憬ライアニズム』
  - 歌：榊原ゆい
- ED曲『月詠月夜』
  - 歌：榊原ゆい

## 関連商品
- 万仙陣オリジナルサウンドトラックCD『相州戦神館學園 桃源郷』

2015年7月24日発売。
- ドラマCD『相州戦神館學園 誅仙陣』

2015年8月28日発売（イベント先行販売：2015年8月13日）
甘粕正彦（CV：ヘルシー太郎）、クリームヒルト・レーベンシュタイン（CV：神代岬）、石神静乃（CV：笹木きらら）、緋衣南天（CV：橘桜）、土門熱／水崎来夢／磯貝まこと／結城友紀／北見六花／マーガリン天狗／秋山樹